# Theta Andromedae
Désignations
Theta Andromedae (θ Andromedae / θ And) est une étoile binaire de la constellation boréale d'Andromède. Elle est visible à l’œil nu avec une magnitude apparente combinée de 4,61.

## Environnement stellaire
La parallaxe de Theta Andromedae, telle que mesurée par le satellite Hipparcos, est de 10,56 ± 0,96 mas, ce qui permet d'en déduire que le système est distant de 310 ± 30 a.l. (∼ 95 pc) de la Terre. Son mouvement à travers l'espace suggère qu'il est membre du groupe mouvant de Sirius.

## Propriétés
L'étoile primaire du système, désignée Theta Andromedae A, est une étoile blanche de la séquence principale de type spectral A2 V. Elle est l'une des étoiles les moins photométriquement variables qui soient connues. Sa masse est 2,8 fois plus importante que celle du Soleil, elle est 113 fois plus lumineuse que le Soleil et sa température de surface est de 8 960 K.
L'étoile montre une rotation rapide avec une vitesse de rotation projetée de 120 km/s. Son abondance relativement élevée en fer et en éléments chimiques plus lourds suggère par ailleurs qu'elle pourrait être une étoile Am qui tourne rapidement sur elle-même.
Son compagnon, Theta Andromedae B, est détecté en 1986 et sa découverte est publiée en 1989. Cette étoile plus faible est séparée de Theta Andromedae A de seulement 0,06 seconde d'arc. Elle semble être une étoile massive, possiblement de type A, qui orbite à une distance moyenne d'une unité astronomique, avec une période de 2,83 ans et selon une excentricité importante de 0,95.

## Nomenclature
θ Andromedae (latinisé Theta Andromedae) est la désignation de Bayer de l'étoile. Elle porte également la désignation de Flamsteed de 24 Andromedae.
En astronomie chinoise traditionnelle, elle faisait partie de l'astérisme de Tiān Jiù (天廄), représentant une étable céleste, et qui comprend également ρ Andromedae et σ Andromedae.